# جیانلوکا آتزوری
جیانلوکا آتزوری (انگلیسی: Gianluca Atzori؛ زادهٔ ۶ مارس ۱۹۷۱) بازیکن فوتبال اهل ایتالیا است.
از باشگاه‌هایی که در آن بازی کرده‌است می‌توان به باشگاه فوتبال رجینا، باشگاه فوتبال پروجا، باشگاه فوتبال تورینو، باشگاه فوتبال لودیجیانی کالچو، باشگاه فوتبال امپولی، باشگاه فوتبال پالرمو، و باشگاه فوتبال ترنانا اشاره کرد.